# ジョルジュ・スペシェ
ジョルジュ・スペシェ（Georges Speicher、1907年6月8日 - 1978年1月24日）は、フランス、メゾンラフィット出身の元自転車競技選手。

## 経歴
1932年のツール・ド・フランス総合10位。
1933年のツール・ド・フランスでは、イタリアのレアルコ・グエッラ、ジュゼッペ・マルターノとの激しい優勝争いとなったが、第8、9ステージを制し、総合でも2位のグエッラに4分1秒の差をつけて優勝を果たした。さらに、同年、フランスのモンレリで開催された、世界選手権・プロロードレースでは、同胞のアントナン・マーニュとのワンツーフィニッシュを決めて優勝。
1934年のツール・ド・フランスでは、区間4勝。
1935年のツール・ド・フランスでは総合6位（区間1勝）に入った。
1936年のパリ〜ルーベでは、ロマン・マースとのきわどい勝負となったが、審判の判定により優勝が認定された他、1935年、1937年、1939年の国内選手権を制している。